# Приборн
Приборн (нем. Priborn) — община в Германии, в земле Мекленбург-Передняя Померания.
Входит в состав района Мюриц. Подчиняется управлению Рёбель-Мюриц. Население составляет 377 человек (на 31 декабря 2010 года). Занимает площадь 15,32 км².

## Население
| Год  | Численность | Численность |
| ---- | ----------- | ----------- |
| 2017 | 362         | [ 1 ]       |
| 2019 | 360         | [ 3 ]       |
| 2021 | 350         | [ 4 ]       |
| 2022 | 345         | [ 5 ]       |
| 2023 | 354         | [ 2 ]       |